# پایگاه هوایی ریاض
 پایگاه هوایی ریاض (به انگلیسی: Riyadh Air Base) یک فرودگاه نظامی با کد یاتا XXN است که یک باند فرود آسفالت دارد و طول باند آن ۴۰۵۰ متر است. این فرودگاه در شهر ریاض کشور عربستان سعودی قرار دارد و در ارتفاع ۶۳۵ متری از سطح دریا واقع شده است.